# اووه بکمیر

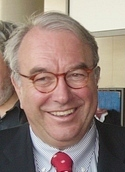
اووه بکمیر، ۲۰۰۹

اووه بکمیر (انگلیسی: Uwe Beckmeyer) یک سیاست‌مدار اهل آلمان است. او از اعضای حزب سوسیال دموکرات آلمان(SPD) می‌باشد. بکمیر از اکتبر سال ۲۰۰۴، رئیس گروه کار برای ترافیک، ساخت و ساز و توسعه شهر جناح حزب سوسیال دمکرات در پارلمان فدرال آلمان بوده است. از سال ۱۹۸۷ تا سال ۱۹۹۱ او سناتور اقتصاد و ۱۹۹۱–۱۹۹۹ سناتور برای تجارت خارجی برمن بود. از سال ۲۰۰۶، او به عنوان رئیس منطقه‌ای SPD در برمن خدمت کرده است.